# Artilleriekommandeur
Artilleriekommandeur (Arko) war eine militärische Dienststellung im deutschen Heer, der Reichswehr und der Wehrmacht, zunächst mit der Dienstbezeichnung Artillerieführer bei den Infanterie-Divisionen, mit Beginn des Zweiten Weltkriegs bei den Korps.

## Erster Weltkrieg
Ab 1915 wurde in den Stäben der deutschen Armeekorps und Divisionen die Position des Artilleriekommandeurs eingerichtet, dem nunmehr die taktische Führung der Feld- und schweren Artillerie oblag. In den Divisionen der Bayerischen Armee wurden die Stäbe der bestehenden Feldartillerie-Brigaden in diesem Zusammenhang im Februar 1917 umbenannt in „Artillerie-Kommandeure“.

## Reichswehr

Flagge des Artillerieführers IV, 1925–1927

Ab 1921 bestand bei den Infanteriedivisionen der Reichswehr bzw. Wehrmacht die Dienststellung des Artillerieführers (AFhr), der auf der Führungsebene der Brigade die Artillerie der Division führte, entsprechend dem Infanterieführer für die Infanterieregimenter der Division. Damit bestand von Anfang an die später auch genutzte Möglichkeit aus einer Division zwei weitere Divisionsstäbe auszugliedern. Die ursprünglichen Artillerieführer I bis VII waren für die Ausbildung und taktische Führung der Artillerieregimenter und Fahr-Abteilungen der sieben Infanteriedivisionen des 100.000-Mann-Heeres verantwortlich. Der Artillerieführer war unmittelbar dem Divisionskommandeur unterstellt und hatte normalerweise den Dienstgrad Oberst oder Generalmajor. Sein Stab bestand aus bis zu sieben Offizieren, zwei technischen Beamten, sieben Unteroffizieren und 20 Mannschaftsdienstgraden.

## Wehrmacht
Beim Beginn der Erweiterung der Reichswehr nach der NS-Machtübernahme wurden die Artillerieführer I bis VII 1934 zu Divisionsstäben ausgebaut, behielten jedoch aus Geheimhaltungs- und Tarnungsgründen bis Oktober 1935 die Bezeichnung Artillerieführer. Bei den bereits bestehenden und den neu aufgestellten Divisionen wurden sie sofort durch nunmehr Artilleriekommandeure (Arko) genannte neue Stäbe mit gleicher Besetzung und gleichen Aufgaben ersetzt.
Bei Kriegsbeginn 1939 wurden diese Arko-Stäbe aus den Divisionen herausgenommen. Sechs von ihnen wurden zu Divisionsstäben von Infanterie-Divisionen der 2. Welle umgebildet (Arko 1 → 61. ID, Arko 4 → 56. ID, Arko 5 → 78. ID, Arko 8 → 62. ID, Arko 16 → 69. ID, Arko 32 → 75. ID). Die anderen wurden den Armeekorps zugeteilt, und alle Korps erhielten nunmehr einen Arko, der auch den Dienstgrad eines Generalleutnants haben konnte. Im Krieg waren die Arkos somit immer auf der Ebene des Korps eingesetzte Artillerieführer. Teilweise gehörten sie zu den Heerestruppen, teilweise waren sie fest einem bestimmten Korps zugeteilt. In letzterem Fall hatten sie die Nummer 400 mit der Ordnungszahl des entsprechenden Korps (z. B. Arko 464 beim LXIV. Korps).
Am 1. Oktober 1939 wurden an der Kriegsschule Potsdam 14 Artillerieführer (101 bis 114) aufgestellt, mit etwas kleineren Stäben als die der bereits bestehenden Artilleriekommandeure. Sie waren vor allem zur Führung stationär eingesetzter Artillerieverbände gedacht, manche wurden jedoch auch als Artillerieführer bei ebenfalls nur begrenzt einsetzbaren Höheren Kommandos verwendet. Auch diese Artillerieführer wurden im Frühjahr 1940 in Arko umgegliedert.
So genannte Höhere Artilleriekommandeure bestanden bei Armeen und Heeresgruppen.